# ميجر غاريت
ميجر غاريت (بالإنجليزية: Major Garrett) هو صحفي أمريكي، ولد في 24 أغسطس 1962 في سان دييغو في الولايات المتحدة.

## وصلات خارجية
- الموقع الرسمي